# Reutera pastinacifolia
Reutera pastinacifolia är en flockblommig växtart som beskrevs av Pierre Edmond Boissier. Reutera pastinacifolia ingår i släktet Reutera och familjen flockblommiga växter. Inga underarter finns listade i Catalogue of Life.